# Euenor (Bildhauer)
Euenor war ein in der 1. Hälfte des 5. Jahrhunderts v. Chr. in Athen tätiger Bildhauer.
Drei Statuenbasen tragen seinen Namen. Eine davon wird der sogenannten Angelitos-Athena zugerechnet, die sich im Akropolismuseum in Athen unter Inv. 140 befindet. Diese Zuweisung ist jedoch nicht unumstritten.